# 오테마치 (도쿄도)

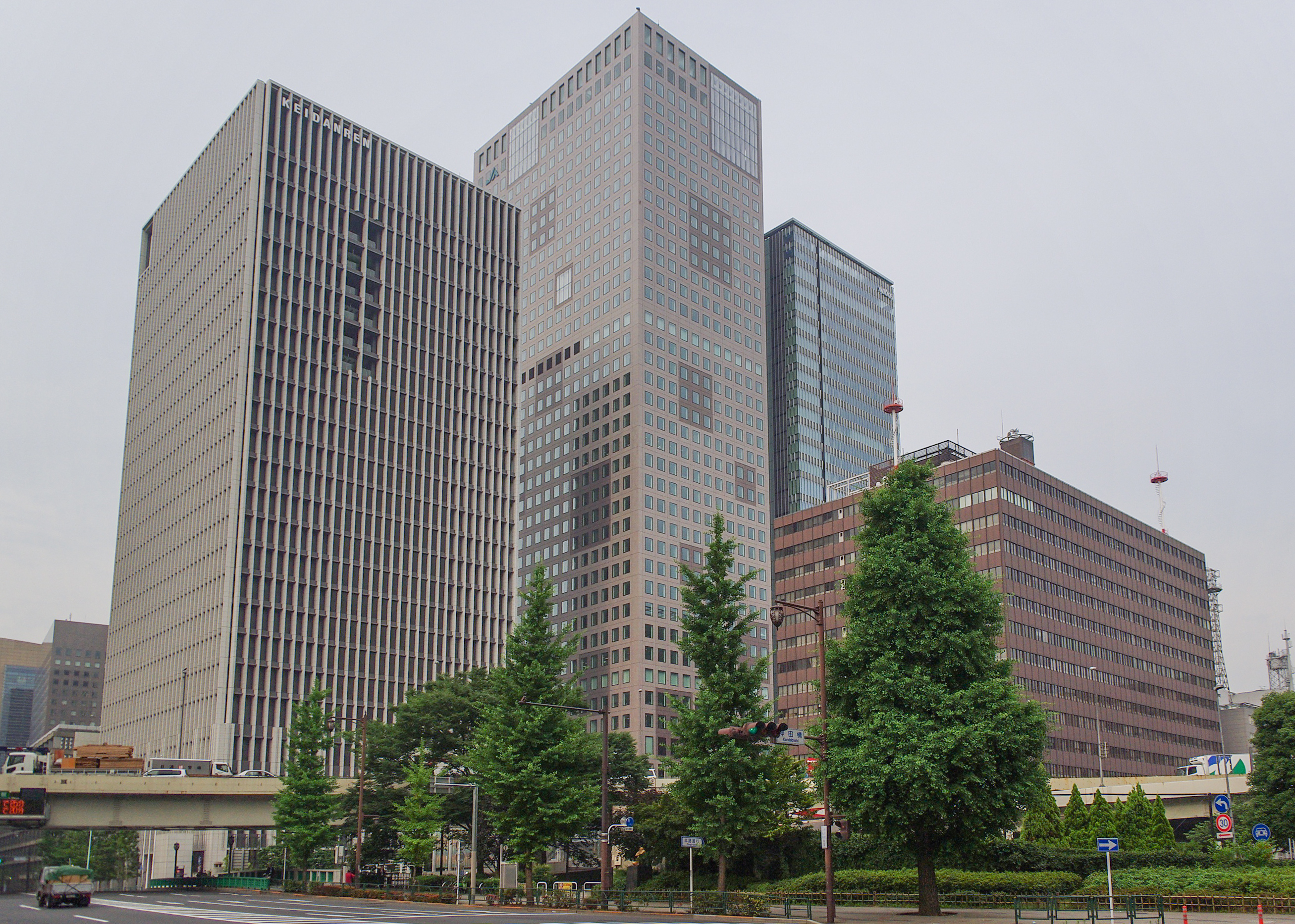

오테마치(大手町,おおてまち)는 도쿄도 지요다구에 있는 거리의 이름이다. 도쿄역과 마루노우치의 북쪽에 있다. 동쪽으로는 니혼바시, 북쪽에는 간다가 있다.
오테마치는 일본 경제의 중심지이며, 마루노우치와 함께 대형 은행 및 상사, 언론사의 본사 건물들이 밀집해 있다. 이 지역의 서쪽에 고쿄가 있다. 마루 빌딩을 비롯하여 초고층 빌딩이 건설되고 있으며, 일본 굴지의 비즈니스 지역이기도 하다.

## 이름의 어원
원래 '오테마치'라는 말은 성곽의 정문 격인 '오테몬'(大手門) 앞 마을을 가리키는 명칭이다. 따라서 도쿄 이외의 타 지역에도 '오테마치'라는 명칭을 갖는 지역이 존재한다. (오테마치 참고)

## 오테마치에 있는 주요 회사
- 국민생활금융공고
- 니혼케이자이 신문
- NTT
- 다이와 증권 그룹
- 마루베니
- 미쓰비시 부동산
- 미쓰이 상사
- 미쓰이 생명
- 미즈호 파이낸셜 그룹
- 밀레아 홀딩즈
- 산케이 신문
- 아사히 생명보험
- 요미우리 신문
- 우시오 전기
- 일본개발은행
- 일본우정공사
- 일본수산회사
- 일본텔레콤

## 교통
- 다케바시 역
- 도쿄역
- 오테마치 역

## 같이 보기
- 다이라노 마사카도